# Ina (imię)
Ina – imię żeńskie, które jest funkcjonujące jako samodzielne imię.
Ina obchodzi imieniny 27 stycznia.
Znane osoby noszące imię Ina:
- Ina Sobala - polska aktorka
- Ina Benita - polska aktorka teatralna i filmowa
- Ina Wroldsen - norweska piosenkarka i autorka tekstów
- Ina West - polska piosenkarka, producentka muzyczna, multiinstrumentalistka.